# Tylda Meinecková
Tylda Meinecková, v matrice Mathilda Hermina Karolina (26. listopadu 1888, Čáslav – 5. prosince 1938, Praha) byla česká učitelka, spisovatelka a překladatelka.

## Život a dílo
Matylda Meinecková byla katolička, měla německého otce dr. Fridricha Meinecke (1846–1920) evangelíka, kontrolora v cukrovaru v Čáslavi a českou matku Marii Mayerovou (1868–1941), katoličku z Ratboře, svatbu měli 10. 11. 1886. Měla tři sourozence: Marii (1892–1893), Bertu (1897–1904) a Bedřicha (1898–1984).
Věnovala se nejdříve umění, byla žákyní Ferdinanda Engelmüllera, studovala malbu, teprve posléze se začala věnovat studiu cizích jazyků, a to němčině a francouzštině, které také na několika školách v Praze vyučovala. Přispívala do Národní politiky, Lidových novin.
R. 1920 vystoupila z církve katolické. Od 30. let 20. století udržovala písemnou korespondenci s českou pěvkyní a organizátorkou kulturního dění v Luhačovicích Marií Calmou–Veselou. Byla členkou Syndikátu českých spisovatelů.
V Praze 12 bydlela na adrese Korunní 63. O jejím úmrtí zpravil někdejší československou veřejnost deník, Národní politika, dne 11. prosince 1938, a to mj. těmito následujícími slovy: „Její pohřeb byl tak tichý a smutný, jak byl spisovatelčin život.“.

## Dílo

### Próza
- Dům u tří srdcí a jiné povídky – Praha: vydáno Fondem Julia Zeyera při České akademii císaře Františka Josefa pro vědy, slovesnost a umění, 1916. 69 s
- Pout sedláka Graciana: román – Praha: Bedřich Stýblo, 1917. 237 s[8]
- Touhy a zrady: kniha prós – Plzeň: Karel Beníšek, 1919. 207 s[9]
- Diblík Márinka: příhody malé dívenky – Praha: Státní nakladatelství, 1923. 127 s. — ilustroval J. Cihelka. Praha: Alois Hynek 1932. 117 s
- Hrdinové a bankrotáři: prózy – Praha-Smíchov: Antonín Král, 1924. 235 s
- Návrat – s 8 ilustracemi Aloise Doležala. Mladá Boleslav: Karel Vačlena, 1925. 32 s
- Ozvěna – s 8 ilustracemi Františka Vrobla. Mladá Boleslav: K. Vačlena, 1926. 31 s
- Kordelie: román – Praha: A. Král, 1928. 119 s
- Přeháňky: román – Praha: Emil Reis, 1929. 223 s

### Překlad
- Kreolská demokracie – Blanco-Fombona; ze španělštiny; in: 1000 nejkrásnějších novel... č. 60. Praha: J. R. Vilímek, 1914